# 彼德·奇勒
彼德·米高·奇勒（英語：Peter Michael Clarke，1982年1月3日—）是一名英格蘭足球運動員，司職中堅，現時效力英冠球會黑池。
奇勒在愛華頓展開足球事業，期間獲派上陣9場及外借到黑池、維爾港和高雲地利短暫效力，他於2004年轉投黑池，其後獲委任隊長。當他於2006年加盟修安聯後亦獲授予隊長臂章。2009年奇勒投效哈德斯菲爾德，協助「爹利犬」（The Terriers）在2012年透過附加賽升班英冠。
他曾分別在2004/05年、2008/09年、2009/10年和2010/11年獲選黑池、修安聯和哈德斯菲爾德（兩次）年度最佳球員，他並於2002至2003年8次代表英格蘭U21參加青年國際賽。

## 生平

### 球會
愛華頓
彼德·奇勒在愛華頓開展足球事業，於1999年1月簽署首份職業球員合約。直到2001年奇勒首次為一隊上陣出戰高雲地利。他合共只曾在英超9次亮相，大部分時間擔任不熟悉的右閘，而非他慣常把守的中堅位置。
2002年8月他獲外借到黑池，效力3個月期間上陣16場及射入3球，包括在主場首秀梅開二度的兩球。他的出色表現使到「海灣人」（Seasiders）連場保持清白之軀沒有失球，成績更上升至參加附加賽的區域邊緣。雖然黑池時任領隊史提夫·麥馬漢（Steve McMahon）曾盡力爭取他正式留效，但最後無疾而終，奇勒於11月初完成借用期後返回葛迪遜公園球場。
2003年2月奇勒再次獲得外借，今次的目的地是維爾港，與黑池同屬乙組球隊，同樣的3個月借用期間上陣13場。他對工作的強烈熱誠得到時任領隊白賴仁·荷頓（Brian Horton）的讚許。
2004年2月奇勒在當時處於甲組的高雲地利渡過，上陣5場。奇勒與愛華頓的合約於2003/04年球季後屆滿，他婉拒與母會續新長約，但以續月延長的短約繼續留隊。
黑池
2004年9月奇勒投效當時由哥連·亨特利（Colin Hendry）任教的黑池，初時以1個月借用形式效力，但有協議其後以15萬英鎊轉會費正式加盟。當奇勒加入球隊時，黑池還欠8分才抵達安全線。他的加盟鞏固了球隊不穩的防線，最終協助黑池成功護級。他的貢獻在季末的球會頒獎典禮獲得表揚，除獲選年度最佳球員外，更囊括另外3個個人獎項。
雖然哥連·亨特利在2005年11月被黑池辭退，但奇勒仍然維持其在球隊的重心地位，在新帥西蒙·加利臣麾下出席2005/06年球季球隊的全部46場聯賽。球季末他獲得《布莱克浦公报》（Blackpool Gazette）和球迷網站的獎項，同時亦獲得「阿倫·盧域斯紀念獎」（Alan Lowis Memorial Trophy）。連同兩度外借，奇勒合共為黑池上陣109場，同時亦擔任球隊的隊長。
修安聯
2006年8月奇勒拒絕黑池提供改善條款的新約離隊，並轉投新升班英冠的修安聯，他簽署三年合約，轉會金額沒有透露，並表明他希望參賽英冠的意欲。奇勒希望球隊繼續進步，甚至可以升上頂級聯賽，但事與願違，由於修安聯整體實力不足，於球季結束後以第22位降班返回英甲，距離安全線達7分之遙。
翌季奇勒重返英甲參賽，雖然修安聯能夠以第6位的成績晉身升班附加賽，但於準決賽兩回合累計1-5負於唐卡士打而無緣升班。2008年6月奇勒與尼基·拜利（Nicky Bailey）和（Simon Francis）由於未能就續約達成協議而被掛牌求售，時任主席朗·馬田（Ron Martin）指責奇勒的代理人誘導他離隊。
奇勒的離隊最終沒有落實，他於2008/09年球季繼續效力修安聯，並誓言付出最佳表現直到解決合約糾紛。2009年1月3日修安聯於英格蘭足總盃第三圈作客對英超的爭標分子車路士，奇勒於賽事最後1分鐘頂入，扳平1-1完場， 英国广播公司記者菲尔·麦克纳尔蒂（Phil McNulty）在網誌稱這球是奇勒「足球生涯定義的時刻」（career-defining moment）。奇勒與從熱刺借用的法國年青中堅多里安·德爾維特組成堅固的防線。但主席朗·馬田向傳媒透露奇勒冷對延續季後屆滿合約的商討，並表示希望繼續留用他。奇勒作出否認並重申：「我在等待他[朗·馬田]前來與我商討」。修安聯以第8位結束球季，奇勒獲得球迷與球員選為年度最佳球員。
哈德斯菲爾德
2009年6月奇勒宣佈同意與另一支英甲球隊哈德斯菲爾德簽署三年合約，表示由修安聯轉投哈德斯菲爾德會將他的事業帶到更高的層次，同時他亦拒絕了查爾頓的邀請。加盟後的第二個月，時任領隊李爾·奇勒委派奇勒擔任隊長。8月8日他首次披甲代表哈德斯菲爾德上陣，作客舊東主修安聯，在鲁特·霍尔球场（Roots Hall）雙方以2-2握手言和。10天後於主場基爾岩球場7-1大勝白禮頓，奇勒取得加盟「爹利犬」（The Terriers）後首個入球。11月14日於6-0擊敗韋甘比奇勒梅開二度。他亦在主場對米禾爾射入奠勝球協助哈德斯菲爾德小勝1-0。季末獲選球會年度最佳球員。他帶領球隊以第6位結束球季獲得參加升班附加賽的資格，並出席全部46場聯賽。但哈德斯菲爾德在附加賽準決賽兩回合累計0-2遭米禾爾淘汰。
翌季奇勒再接再厲，帶領球隊取得第3位，再次以正選身份出席所有聯賽賽事，並獲哈德斯菲爾德提供三年新約，繼續留效至2014年夏季。哈德斯菲爾德在升班附加賽準決賽兩回合累計4-4，憑互射十二碼擊敗般尼茅夫而晉級決賽，惟最終0-3不敵彼德堡而再次錯失升班機會。奇勒連續第二年獲選哈德斯菲爾德年度最佳球員，並獲選為PFA英甲球迷票選年度最佳球員。
2011/12年球季奇勒因受傷患困擾而僅能為哈德斯菲爾德在聯賽上陣31場，而球隊再次以第4位身份連續第三年打入升班附加賽，準決賽兩回合累計3-2險勝米爾頓凱恩斯，2012年5月26日的決賽在溫布萊球場舉行，哈德斯菲爾德與錫菲聯經過加時賽仍然互無記錄，需要進行互射十二碼分勝負，首三輪哈德斯菲爾德主射的球員全部射失，奇勒負責第四輪一射中的，其後的七輪隊友全部射入，以8-7擊敗對手而取得升班英冠最後的一張入場劵。

### 國家隊
彼德·奇勒曾代英格蘭U21以下各級代表隊參加青少年國際賽，亦以隊長身份帶領U16至U21的代表隊。他於2002年首次代表英格蘭U21出戰斯洛伐克，由2002年至2003年的兩年內他合共為英格蘭U21上陣8場。

## 榮譽
黑池
- 黑池年度最佳球員：2004/05年；

修安聯
- 修安聯年度最佳球員：2008/09年；

哈德斯菲爾德
- 哈德斯菲爾德年度最佳球員：2009/10年 & 2010/11年；
- PFA英甲球迷票選年度最佳球員：2010/11年；
- 英格蘭足球甲級聯賽附加賽冠軍：2012年；

## 外部連結
- 足球数据库：彼德·奇勒的球员统计数据
- 簡歷 @ 哈德斯菲爾德官網